# Ministère de la Culture (Suède)
Pour les articles homonymes, voir Ministère de la Culture.
Le ministère de la Culture (Kulturdepartementet) est un ministère du gouvernement suédois. À sa tête se trouve le ministre de la Culture (kulturminister).

## Liste des ministres
| Dates | Dates       | Nom                       | Gouvernement |
| ----- | ----------- | ------------------------- | ------------ |
|       | 1982-1991   | Bengt Göransson           |              |
|       | 1991-1994   | Birgit Friggebo           |              |
|       | 1994-1996   | Margot Wallström          |              |
|       | 1996-2004   | Marita Ulvskog            |              |
|       | 2004        | Pär Nuder (intérim)       |              |
|       | 2004-2006   | Leif Pagrotsky            |              |
|       | 2006        | Cecilia Stegö Chilò       | Reinfeldt    |
|       | 2006        | Lars Leijonborg (intérim) | Reinfeldt    |
|       | 2006-2014   | Lena Adelsohn Liljeroth   | Reinfeldt    |
|       | 2014-2019   | Alice Bah Kuhnke          | Löfven       |
|       | 2019-2021   | Amanda Lind               | Löfven       |
|       | 2021-2022   | Jeanette Gustafsdotter    | Andersson    |
|       | depuis 2022 | Parisa Liljestrand        | Kristersson  |